# Antonio Snider-Pellegrini

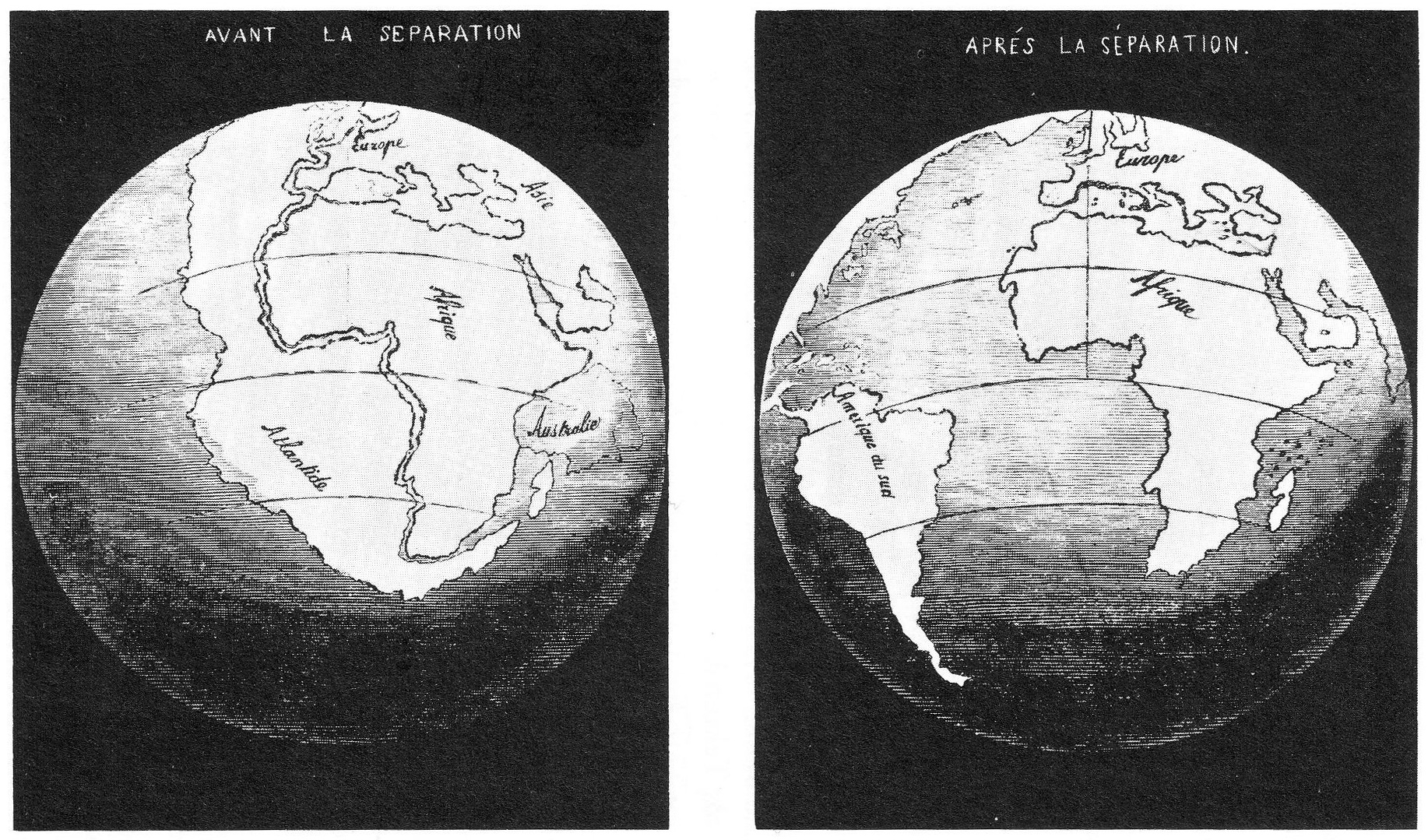
La abertura del Atlántico.

Antonio Snider-Pellegrini, llamado también Snider de Pellegrini o simplemente Snider, fue un geógrafo francés, nacido en Trieste (Istria) en 1802 y muerto en Nueva York (Nueva York, Estados Unidos) en 1885.
Es conocido sobre todo por haber propuesto, en 1858, un primer esbozo de explicación racional para la complementariedad de los contornos de Europa y de América del Norte a los dos lados del Atlántico, explicación precursora de la Tectónica de placas. Sugirió que todos los continentes habían estado unidos durante el Pensilvaniense, basándose en la identidad de los fósiles de plantas encontradas en carbones de distintos continentes.
Era fourierista, y se le recuerda también por su intento de establecer un falansterio cerca de Matagorda.

## Obra
- A. Spiner, La Création et ses mystères dévoilés : ouvrage où l'on expose clairement la nature de tous les êtres, les éléments dont ils sont composés et leurs rapports avec le globe et les astres, la nature et la situation du feu du soleil, l'origine de l'Amérique et de ses habitants primitifs, la formation forcée de nouvelles planètes, l'origine des langues et les causes de la variété des physionomies, Paris, A. Franck, 1858 (1ª ed.), 457 p., in 8.º
- A. Spiner, Les Émanations : recherches sur l'origine et la formation forcée et perpétuelle des mondes, Paris, É. Dentu, 1860 (2ª ed.), 47 p., in 8.º
- A. Spiner, L'Homme et sa raison d'être sur la terre, Paris, É. Dentu, 1862, 160 p., in 8.º